# Heerlen

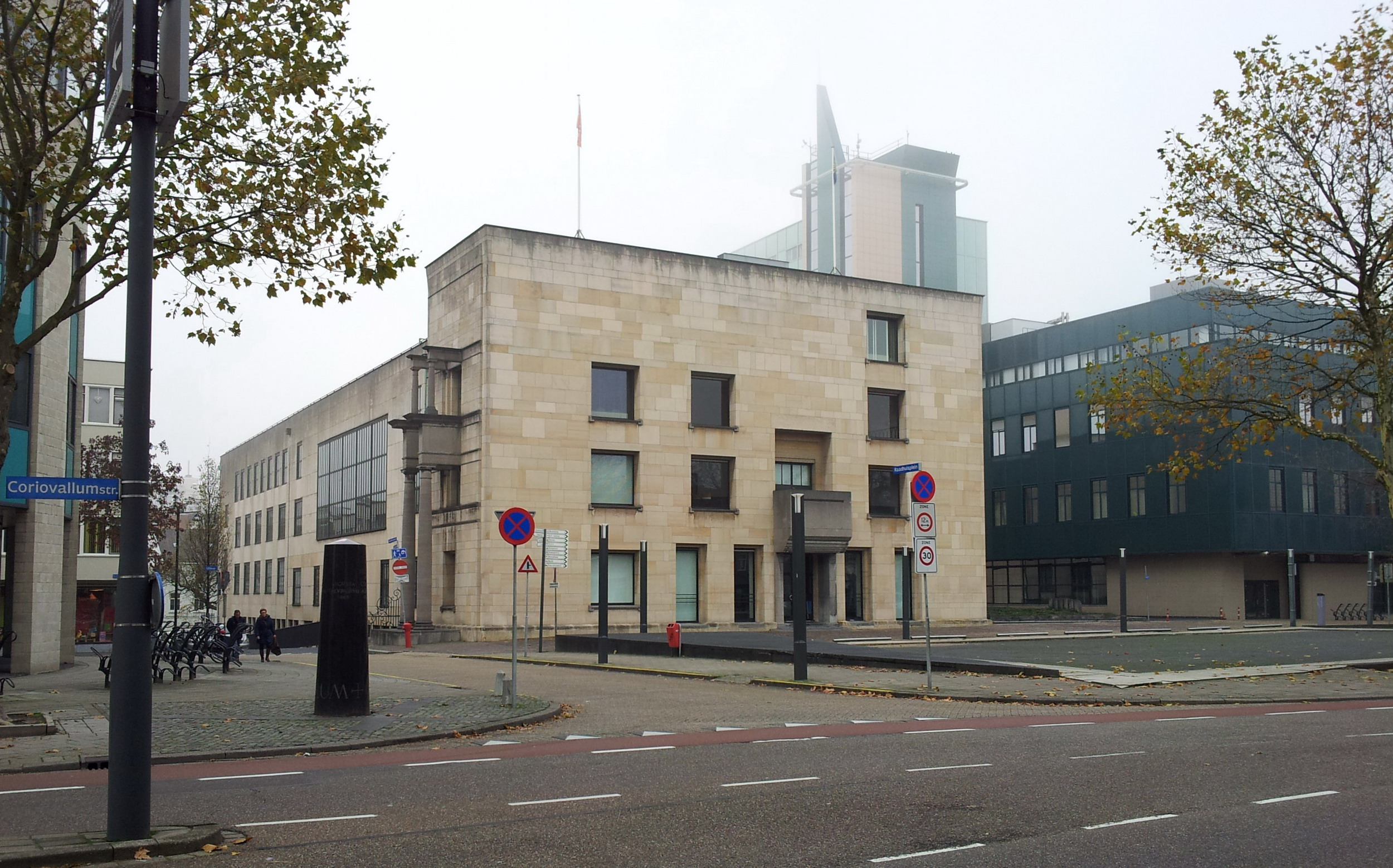
Rådhuset i Heerlen.

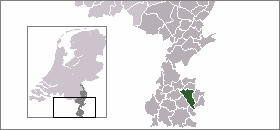
Lägeskarta

Heerlen är en kommun i provinsen Limburg i Nederländerna, med 88 202 invånare (2014). Heerlen ingår tillsammans med bland andra Kerkrade, Landgraaf och Brunssum i Parkstad Limburg, ett tätbefolkat område i sydöstra Limburg vid gränsen till Tyskland.
Heerlen har ett kulturhus i 1930-talsbyggnaden Glaspaleis.